# Antievoluzionismo
Con il termine antievoluzionismo si fa riferimento a tutte quelle critiche ed ipotesi alternative sollevate nei confronti dell'evoluzione biologica, secondo le quali la teoria darwinista mancherebbe di fondamento logico, testabilità scientifica o sufficienti prove.
Tali critiche sono considerate senza fondamento dalla comunità scientifica in quanto non condotte con metodo scientifico o invalidate dallo stesso, pregiudiziali e non basate su evidenze; tecnicamente non suffragate da pubblicazioni su riviste scientifiche dotate di fattore d'impatto e sottoposte a revisione paritaria.
I modelli scientifici via via sviluppati nell'ambito della teoria dell'evoluzione per selezione naturale non fanno parte di questo gruppo: tra questi la teoria di Lamarck, superata per ragioni storiche, la teoria degli equilibri punteggiati e quella del saltazionismo, in qualche modo assorbite e integrate nella moderna sintesi neodarwinista.

## Critiche all'evoluzionismo

### Dalla genetica

Caricatura di Charles Darwin come una scimmia sulla rivista Hornet

Alcuni antievoluzionisti non ritengono possibile la speciazione (origine di una specie da un'altra). La critica è legata alla presunta mancanza di forme di transizione nella documentazione fossile.
Un caso discusso fu quello della scoperta nel 1997, in due specie di pesci che vivono nei due rispettivi poli, di un gene comune che sintetizza un anticongelante del sangue (glico-proteina Afgp). Questo gene è una versione leggermente modificata di un gene che produce il tripsinogeno, un enzima del pancreas. Il fatto che questi due pesci non possano avere un antenato comune che gli ha trasmesso il gene perché si sono evoluti da due ceppi diversi e in zone opposte del pianeta, porta alcuni a concludere che il gene sia stato selezionato indipendentemente nei due casi e che si tratti di un caso di evoluzione convergente.
Gli evoluzionisti ritengono che la probabilità di un'origine indipendente non sia né bassa (data la comune pressione selettiva), né tantomeno una dimostrazione della fallacia dei meccanismi darwiniani dell'evoluzione, essendo ben noti i fenomeni di convergenza evolutiva dovuti alla stessa pressione selettiva.

### Dalla geologia
È stata mossa una critica, seppur piuttosto indirettamente, alla teoria di Darwin anche dalla chimica belga Marie-Claire van Oosterwyck-Gastuche. Van Oosterwyck-Gastuche è nota principalmente per le discusse critiche alla datazione al radiocarbonio della Sindone di Torino, che contesta, nello specifico, i metodi di datazione assoluta dei fossili forniti dai radioisotopi 14Carbonio, 40Potassio-Argon e 232Torio. Van Oosterwyck-Gastruche, sostenendo che tali metodi riportano spesso delle datazioni considerate "anormali" dai paleontologi, in quanto arretrano o fanno avanzare antiche creature estinte da milioni di anni sulla scala evolutiva, afferma che:
La prof. Gastuche si è occupata negli anni '60 -'70 di questioni cristallografiche inerenti alla formazione geologica di silicati dei metalli di transizione in territori africani. Attualmente è docente di chimica fisica all'Università di Lovanio.
In realtà le tecniche di datazioni con metodi radioattivi tengono già conto delle possibili alterazioni subite dai cristalli analizzati per effetto della temperatura e delle soluzioni circolanti. Proprio per questo i risultati possono essere discordanti, qualora l'alterazione abbia modificato la composizione originale dei minerali, con la loro età originaria di formazione e la datazione viene riferita al periodo dell'evento di alterazione geochimica del cristallo che è ben riconoscibile con analisi petrologiche e petrografiche.
Andando alle radici di tale metodo, ella affermò di avere appreso che la validazione delle date si basava sulla presenza di certi '"fossili tipici"', secondo la scala di Charles Lyell, amico personale di Darwin. In altre parole, per la Gastruche sarebbe impossibile per l'evoluzionismo riportare delle prove paleontologiche o geologiche a suo favore, in quanto le stesse datazioni (con le quali si costruisce una scala evolutiva) sarebbero errate o assai imprecise, e forse inconoscibili realmente.
È evidente la confusione che costei ha fatto fra stratigrafia relativa che utilizza i fossili guida e stratigrafia assoluta che si basa sulle datazioni radiometriche.
Le affermazioni della Gastruche sono smentite inoltre dall'utilizzo, ormai pluridecennale delle datazioni radioattive anche in rocce completamente prive di fossili o comunque prive di fossili guida. Ad esempio tutte le datazioni dell'Archeano sono fondate sul metodo radiometrico, coerenti tra loro e non correlate con i fossili a causa della loro assenza o mancanza di significato stratigrafico. Inoltre oggi a questi criteri di datazione si sono aggiunte ed integrate le metodologie di datazione tramite il paleomagnetismo ed i cicli astronomici, utilizzanti misurazioni basate su differenti proprietà fisiche, indipendenti fra di loro, ma che permettono controlli incrociati nelle datazioni delle rocce. L'integrazione di queste tecniche non ha mostrato discrepanze sistematiche fra i diversi metodi cronologici, bensì ha permesso di migliorare la precisione delle datazioni geocronologiche sempre all'interno degli schemi di datazione riconosciuti a partire dal XIX secolo.

## Evoluzionismo e fede cristiana
Sebbene non professi più il creazionismo biblico, tipico dell'Ebraismo ortodosso e delle chiese evangeliche e fondamentaliste statunitensi, la Chiesa cattolica non ha tuttavia una posizione unitaria e definita sul darwinismo. Oggi la teoria di Darwin è in parte accettata dai teologi favorevoli al progresso scientifico, pur non potendo essi accettare la totale casualità delle mutazioni genetiche che causano le speciazioni. Essi si rifanno al pensiero di Sant'Agostino d'Ippona, il quale effettivamente sostenne che Dio non ha creato il mondo nelle identiche condizioni in cui questo si trova attualmente. Secondo Sant'Agostino, infatti, Dio ha creato il mondo in una condizione più semplice e più rudimentale, fornito però di speciali capacità (dette "ragioni seminali") di svilupparsi ed evolversi nei modi in cui di fatto si è in seguito sviluppato e perfezionato.
I teologi evoluzionisti, però, allo scopo di restare nei limiti dell'ortodossia cristiana, e cioè di conformarsi a quanto le Sacre Scritture narrano circa l'origine dell'uomo, fanno queste due importanti considerazioni:
1. L'evoluzione è da intendersi solo come relativa al corpo biologico dell'uomo. Pertanto, quando la Bibbia dice che Dio, per creare l'uomo, plasmò il suo corpo con "fango della terra", si deve intendere che Egli, a tale scopo, ha preso non propriamente "fango", bensì il corpo di un animale, non molto diverso da quello dell'uomo attuale, sufficientemente evoluto e tale, quindi, da poter accogliere l'anima spirituale e divina.
2. Si deve escludere che l'evoluzione abbia interessato anche l'anima spirituale dell'uomo, cioè si deve escludere che l'anima umana sia il frutto della spinta evolutiva del corpo umano. Anche accettando l'evoluzione, bisogna sempre ammettere l'intervento speciale di Dio nella creazione dell'uomo. Tale intervento consiste nell'infusione dell'anima spirituale nel corpo del predetto animale.

### Chiesa cattolica
La Chiesa cattolica non esprime una posizione ufficiale riguardo alla teoria dell'evoluzione, rimettendo la questione agli scienziati. Da un lato troviamo le affermazioni di papa Giovanni Paolo II che ha implicitamente sostenuto che la Chiesa non si oppone oggi all'ipotesi evoluzionistica come fenomeno storico dichiarando che essa è "più che una teoria". Al contempo, però, la Chiesa rifiuta la posizione (alla base, tra l'altro, delle tesi a favore dell'ateismo del biologo evoluzionista Jacques Monod, esposte nella sua opera Il Caso e la Necessità) che vede il processo di mutazioni genetiche alla base dell'evoluzione come un processo guidato unicamente dal caso, e afferma invece che l'universo è il risultato di un progetto ordinato ad uno scopo. Si veda in merito la seguente dichiarazione di papa Benedetto XVI:
(Omelia di Benedetto XVI all'Udienza generale del 9 novembre 2005)
Va comunque precisato che nessun darwinista ha mai affermato che l'evoluzione sia un processo dovuto unicamente al caso, l'idea che l'evoluzione sia guidata unicamente dal caso non fa affatto parte della teoria dell'evoluzione, ma è solo un frequente fraintendimento di molti "non addetti ai lavori".
Essi la definiscono una teoria, cioè una costruzione "metascientifica", la quale si avvale anche di certe nozioni ricavate non dall'esperienza, ma dalle varie espressioni della cosiddetta filosofia della natura. In quanto teoria, quindi, essa soffre irrimediabilmente di tutta la precarietà e la contingenza di cui soffre una qualunque altra teoria scientifica.
Va precisato però che, in questo discorso, si fa un uso distorto del termine "teoria" (si veda la voce: Teoria scientifica).
Inoltre, sottolineano, è soggetta a un condizionamento ideologico che, in ultima analisi, lascia aperta la questione di appurare la reale portata dei fatti osservati, dal momento che l'evoluzione in quanto tale, non è mai stata oggetto di osservazione. Esistono pertanto letture materialistiche e riduttive e letture spiritualistiche. Il giudizio sulla validità è, in ultima analisi, soggetto a verifiche di tipo filosofico e teologico. Mentre la Chiesa respinge ogni riduzione puramente materialistica che è incompatibile con la verità dell'uomo (immagine e figlio di Dio) è aperta al dialogo con la comunità scientifica. Ratzinger afferma: -"La dottrina dell'evoluzione è per certo un'ipotesi importante, che però presenta decisamente molti problemi, i quali necessitano ancora di un'ampia discussione"-.
Gli scienziati rispondono che esiste invece una mole enorme di prove sperimentali, fra cui spiccano i numerosissimi fossili; inoltre, come tutte le teorie scientifiche, è soggetta a continue verifiche e correzioni, chiarire ma questo non significa che essa presenti "decisamente molti problemi"; in ogni caso, rispondono, dalla discussione dovrebbero astenersi tutti coloro i quali non abbiano prima approfondito gli studi nel settore.
Recentemente nuove ricerche hanno messo in luce che già Pio XII riteneva non necessariamente incompatibili il pensiero scaturito dalla tradizione della Chiesa e la possibile ipotesi evoluzionista. Su questa convinzione si fonda la cosiddetta "evoluzione teistica" (theistic evolution), la quale afferma la creazione per opera divina, ma riconosce la teoria dell'evoluzione e le altre scoperte della scienza. Questa posizione si basa sull'assunto che fede e scienza abbiano ambiti di competenza completamente separati, assunto duramente attaccato dall'etologo Richard Dawkins nella sua opera L'illusione di Dio, e sostenuto invece dal paleontologo e biologo evoluzionista Stephen Jay Gould nel suo Rocks of Ages: Science and Religion in the Fullness of Life. Come riportano A. Desmond e J. Moore nella loro opera Darwin: The Life of a Tormented Evolutionist, Darwin visse una lacerante lotta interiore perché non riusciva a conciliare le evidenze sperimentali raccolte con i principi teologici a cui era stato educato. Secondo questa posizione, il racconto biblico della creazione non intende esporre la modalità precisa con la quale il mondo ebbe origine, ma soltanto esprimere con linguaggio figurato il fatto che l'universo è opera di Dio (come lo sarà il Giorno del Giudizio). In pratica 13 miliardi di anni fa Dio avrebbe creato l'Universo per mezzo del Big Bang, dopo di che (successivamente alla aggregazione per gravità della Via Lattea, del nostro Sole e infine della Terra circa 4,57 miliardi e di anni fa) la vita si sarebbe sviluppata sul nostro pianeta (circa 3,5 miliardi di anni fa nacque la prima forma di vita) e si sarebbe evoluta naturalmente secondo quanto descritto dalla Paleontologia e Geologia (Pesci, Anfibi, Rettili, Dinosauri, Mammiferi, Scimmie). Quindi sarebbe stato il turno dell'Australopitecus (3 milioni di anni fa), dell'Homo habilis (2 milioni di anni fa), dell'Homo Erectus (1 milione di anni fa) e infine (300.000 anni fa) in Africa meridionale sarebbe nato l'Homo Sapiens Sapiens. Sarebbero delle prove di evoluzione teistica certe traduzioni, di Zecharia Sitchin di antichi testi sumeri (Enūma eliš), sebbene Sitchin sostenga che l'uomo sarebbe frutto di esperimenti di ibridazione genetica con specie terrestri condotti da alieni.

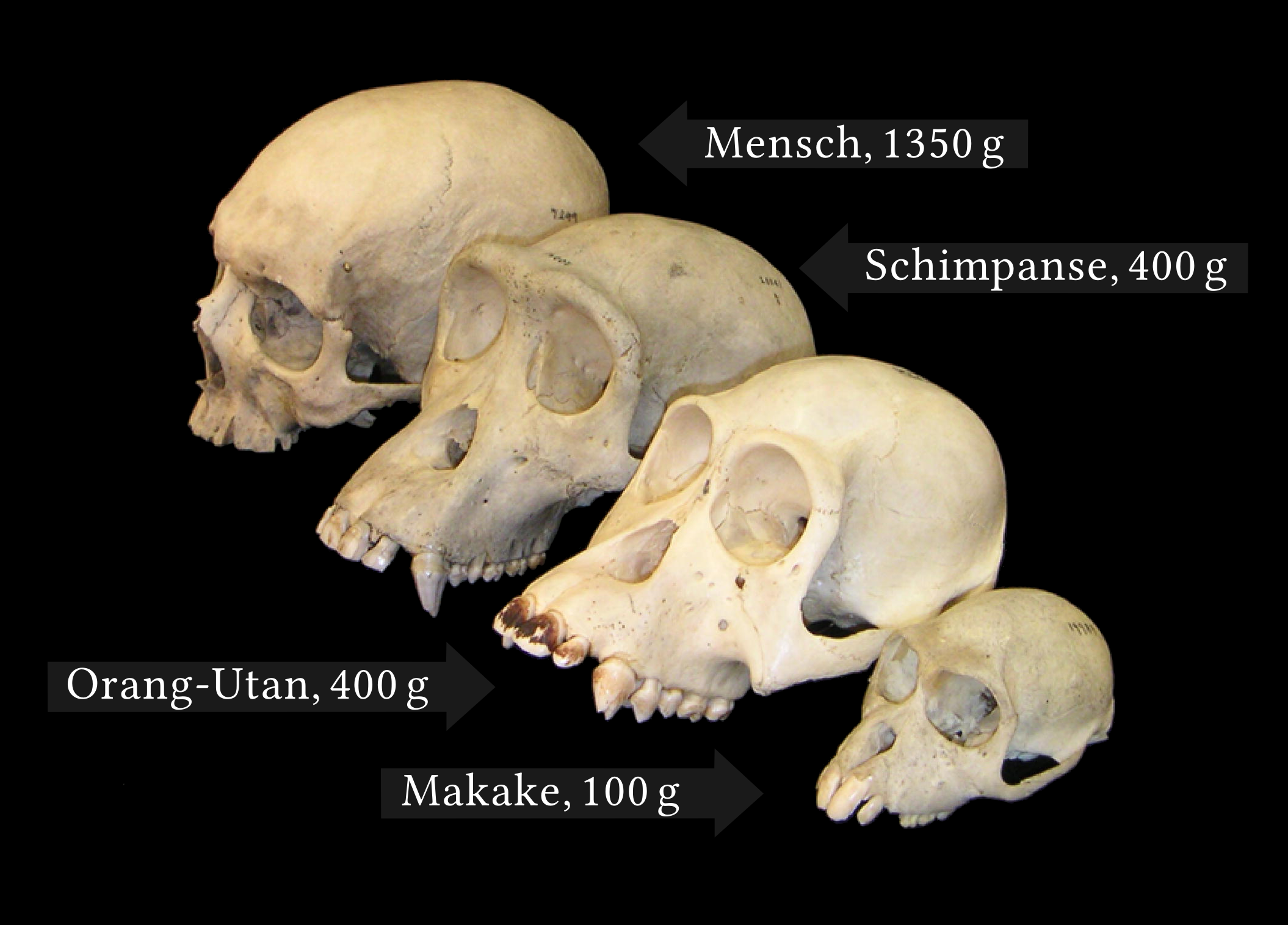
Teschi di primati (homo, scimpanzé, orango e macaco) e relativo peso cerebrale a confronto.
La scoperta dell'evoluzione da parte di Darwin ha smentito il creazionismo e la lettura letterale della Bibbia, contribuendo anche al progresso della storia delle religioni e degli studi biblici verso una nuova era.

Uno dei problemi che impediscono di accettare la non contraddittorietà se non la complementarità di evoluzionismo e fede cristiana è costituito da una interpretazione letterale e concretistica degli antichi testi biblici tramandatisi di generazione in generazione e che costituivano la fonte prima della sapienza principale, modalità interpretativa ancora non abbandonata da gran parte di coloro che si confrontano con la parola rivelata, per cui per esempio soffermandoci soltanto al racconto biblico dello stato di perfetta simbiosi tra i primi umani e l'ordine del Padre se ne deduce che è lo stato di perfezione originaria di Adamo ed Eva, incompatibile con l'evoluzione che vuole tutto in continua trasformazione. Anche il peccato originale è in qualche modo un'evoluzione "al contrario", perché è il passaggio da una forma più evoluta (perfetta) a una meno evoluta. Lo stato di perfezione originaria dell'uomo, che non conosceva la morte prima del peccato originale, negherebbe la possibilità che esistano reperti fossili umani, i quali però esistono.

#### L'evoluzionismo di Teilhard de Chardin
Sempre per quanto riguarda i rapporti intercorrenti attualmente tra teoria evoluzionista e fede cristiana non si può non prendere atto che l'impostazione evoluzionista infine abbia comunque fatto breccia anche tra gli esponenti del clero e specificatamente del clero cattolico. Basti citare, per tutti, lo scienziato della natura e paleontologo sul campo, noto anche per aver scoperto nuovi reperti dell'uomo preistorico, il gesuita Pierre Teilhard de Chardin; quest'ultimo ha tentato un'operazione culturale originale, cioè quella di voler saldare, proprio grazie alla teoria evoluzionistica, la storia della materia e la storia dello spirito in un'unica visione del divenire storico che entrambe le comprende.

### Creazionismo
Il tema dei sei giorni della creazione (chiamato in greco Hexaemeron) fu trattato da Giacomo di Edessa e dal maestro alessandrino Giovanni Filopono, avvalendosi di un apparato scientifico che esercitò il proprio influsso fino al tardo Medioevo. Il Libro della Genesi fu commentato anche dall'Exameron di sant'Ambrogio. Nel corso dei secoli, dalla Riforma protestante all'età moderna. le teorie filosofiche e teologiche degli antichi e dei santi Padri della Chiesa sono state interiorizzate e sostituite da un insieme di scuole di pensiero interconfessionali quali quelle del Disegno intelligente. Più aderente alla Sacra Scrittura è la teoria del reazionismo.
La teoria del creazionismo religioso (al quale appartiene il movimento della Terra Giovane o Young Earth Creationism), una corrente di pensiero di matrice religiosa, interpreta il libro della Genesi in modo letterale. In epoca moderna, questo modo di interpretare la Bibbia è tipico di alcune confessioni cristiane ortodosse, protestanti ed evangeliche (non dal cattolicesimo) che professano l'inerranza biblica, diffuse specialmente negli Stati Uniti d'America. Tale paradigma deve essere pertanto distinto dal "creazionismo scientifico" o Disegno intelligente, una teoria senza alcuna base scientifica che rientra nella sfera della pseudoscienza.
L'Accademia Nazionale delle Scienze degli Stati Uniti ha affermato che il disegno intelligente e altre posizioni sull'intervento di forze soprannaturali nell'origine della vita non sono scienza, perché non possono essere provate con esperimenti scientifici, non fanno predizioni e non propongono nuove ipotesi proprie si tratta di valutazione di metodo e non di merito, secondo la quale la scienza ha rinunciato a pronunciarsi rispetto alla verità o falsità del disegno intelligente o del creazionismo religioso, rilevando la loro non verificabilità e non falsificabilità secondo un metodo misurabile, riproducibile e contraollabile oggettivamente.

In altre parole, Disegno intelligente e creazionismo sono considerati esterni al dominio di conoscenza e attività degli scienziati. Ciò non significa che la scienza non lasci una libertà di coscienza ai suoi singoli membri, sposando una singola tesi e ponendo al di fuori della comunità scientifica quanti si professore credenti nel progetto creatore e nell'opera salvifica di Dio.
Difatti, il creazionismo è sostenuto da una parte dei geologi e degli scienziati. Tuttavia, per sua stessa definizione, non soddisfa il criterio del rasoio di Occam, né il paradigma della falsificabilità o almeno emendabilità: per questo motivo esso non può essere considerato una teoria scientifica o scientificamente dimostrabile.
Il binomio fra antievoluzionismo e pseudoscienza ha avuto riflessi importanti nella programmazione delle scuole statunitensi e australiane. Nel 2005, la National Science Teachers Association, un'associazione professionale di 55.000 insegnanti attivi nel campo delle discipline scientifiche, dichiarò: 
(National Science Teachers Association Press Release, 3 agosto 2005)
Una petizione del 2006, ha raccolto le firme di decine di migliaia di scienziati e insegnanti australiani che hanno condannato l'insegnamento del disegno intelligente all'interno dei corsi scolastici di scienze.

## Disegno intelligente
La teoria del disegno intelligente (dall'inglese intelligent design, da intendersi come "progetto intelligente") è anche nota come creazionismo evolutivo o creazionismo scientifico. Una larga parte della comunità scientifica ritiene che sia stato introdotto per motivi che esulano dalla scienza, ma che hanno più a che fare con il sostegno alla fede cristiana e ad una certa politica americana.
Questa teoria è nata da una critica ad alcune lacune del darwinismo che lo stesso Darwin aveva descritto nel capitolo "Dubbi" del suo lavoro più noto, L'origine delle specie.
La teoria del Disegno intelligente si fonda inoltre sul concetto di complessità irriducibile. L'inventore del concetto, il biochimico Michael Behe, illustra questo concetto tramite l'esempio della trappola per topi. Essa è composta di pochi, semplici elementi, senza uno dei quali essa non funziona affatto: è dunque "irriducibile". Si tratta in pratica di una moderna riproposizione dell'esempio dell'orologio (-"supponiamo che io abbia trovato per terra un orologio, e mi si chieda come abbia fatto a trovarsi lì. Difficilmente potrei dare la stessa risposta di prima, e cioè che, per quanto ne sappia, l'orologio si trova lì da sempre."-) portata da William Paley (1743-1805), arcidiacono di Carlisle, nel suo libro Teologia Naturale (1802).
Applicando questo principio a vari organismi e organi presenti in natura se ne desume, secondo i sostenitori del Disegno intelligente, che è impossibile che essi siano lo "stadio evoluto" di qualcosa che c'era prima. Ciò induce a ritenere probabile (assai più che sotto un'ipotesi di pura casualità) che questi organismi siano apparsi in questo stadio perfetto e funzionante da un momento in poi e non abbiano avuto "progenitori". Esempi portati a sostegno di questo argomento sono i batteri unicellulari, l'occhio, il sangue, i reni.
Il disegno intelligente non è tuttavia rigorosamente scientifico, e la maggior parte della comunità scientifica, la quale sostiene la teoria evoluzionistica, non lo considera valido. Infatti, la quasi totalità degli scienziati afferma che il suo maggiore argomento, quello della irriducibilità degli organismi complessi, sia stato superato già negli anni immediatamente successivi a Darwin stesso, in particolare:
- constatando che molte "parti complesse" degli organismi hanno, o hanno avuto, nel corso della evoluzione dell'organismo stesso, funzioni multiple (si pensi per esempio alle funzioni uditive e di equilibrio dell'orecchio nei mammiferi, alle diverse funzioni endocrine svolte contemporaneamente dalle stesse ghiandole, nonché alle numerose funzioni sovrapposte del cervello animale).
- notando come la stessa funzione viene a volte svolta in modo ridondante da organi diversi, permettendo quindi uno spostamento anche lento e parziale delle funzioni importanti o vitali da un organo ad un altro (si pensi per esempio alle funzioni simili svolte da ghiandole diverse)

Un esempio classico è l'origine degli ossicini nella catena uditiva dell'orecchio interno dei vertebrati, la cui evoluzione è descritta in termini strettamente darwiniani, oltre a quella dell'occhio negli animali superiori, e in altri casi ritenuti significativi dai sostenitori del Disegno intelligente, con taglio divulgativo, nei testi di Stephen Jay Gould e Richard Dawkins, e, in modo non divulgativo, da numerosi autori fin dai primi anni del Novecento.
La ricerca paleontologica inoltre ha messo alla luce sequenze evolutive di forme viventi, permettendo spesso di evidenziare la variazione nel tempo delle funzioni di alcuni organi e mostrando un panorama coerente di evoluzione ed espansione sulla terra degli esseri viventi a partire da forme semplici a forme più complesse.
Infine, il disegno intelligente, come tutte le versioni del creazionismo, non è falsificabile e rimanda a cause sconosciute per definizione. Per questo ad esso non può essere riconosciuto lo status di teoria scientifica.

## Creazionismo islamico
Diversi movimenti liberali all'interno dell'Islam generalmente accettano le posizioni scientifiche circa l'età della terra, l'età del cosmo e l'evoluzione. Tuttavia uno studio del 2007 ha evidenziato che solo l'8% degli egiziani, 11% del malaysiani, il 14% dei pakistani, il 16% di indonesiani e il 22% dei turchi è d'accordo sul fatto che la teoria di Darwin è certamente o probabilmente vera e uno studio del 2006 ha evidenziato che circa un quarto dei turchi adulti è convinto che gli esseri umani si sono evoluti da precedenti specie animali. Al contrario, uno studio del 2007 ha evidenziato che solo il 28% dei kazaki pensa che la teoria evoluzionistica sia falsa; questa frazione è molto inferiore a quel 40% di adulti degli Stati Uniti che ha lo stesso parere.

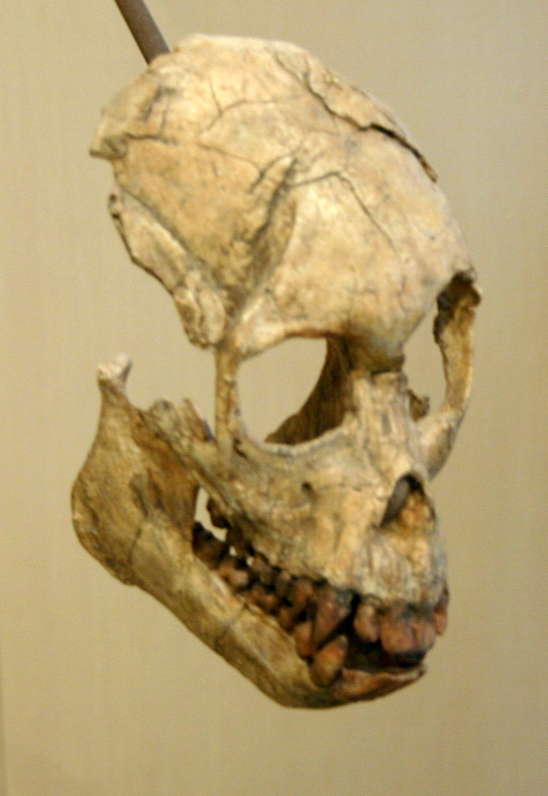
Cranio di un esemplare subadulto femmina di Proconsul heseloni, primate della famiglia Proconsulidae risalente a 17-18,5 milioni di anni fa.

In Turchia, una campagna contro la teoria dell'evoluzione è stata condotta dal movimento di Nurculuk Said Nursi sin dalla fine del 1970. Allo stato attuale, il suo principale esponente è lo scrittore Harun Yahya (pseudonimo di Adnan Oktar) che utilizza Internet come uno dei principali mezzi di per la propagazione delle sue idee.

## Induismo ed evoluzione
Le opinioni degli Indù spaziano su una vasta gamma di punti di vista per quanto riguarda l'evoluzione, creazionismo, e l'origine della vita. A questo proposito alcune scuole indù non trattano letteralmente il mito scritturale della creazione, lasciando così aperta la possibilità di accettare la teoria dell'evoluzione. Alcuni indù trovano prove a sostegno o prefiguraziono delle idee evolutive nelle Scritture, vale a dire nei Veda. Un'eccezione a questa accettazione è la Società Internazionale per la Coscienza di Krishna (ISKCON), che comprende diversi membri che si oppongono attivamente al "darwinismo" e alla moderna sintesi evolutiva.

## Buddhismo ed evoluzione
Il Buddhismo non si occupa di questo tipo di problemi. Molti Buddisti non considerano tale questione particolarmente significativa o utile dal punto di vista religioso. 
Il Buddha ha sostenuto che non vi è alcuna necessità razionale dell'esistenza di un dio creatore. Dal momento che il credere in un creatore non è necessario, una particolare teoria sulla vita e sulla causa dell'universo non sono necessarie.
Agañña Sutta. In questo Sutta, similmente all'idea della Devoluzione, è descritto un progressivo declino delle Entità che, da una forma di pura Luce, via, via, a causa degli attaccamenti egoici, decadono, sempre più appesantiti, nella materia.

## Creazionismo non religioso
Alcuni attribuiscono la creazione della vita sulla Terra non ad un'entità divina, ma all'intervento di una civiltà extraterrestre (ipotesi inerente all'esobiologia): spiccano i sostenitori della panspermia diretta, propugnata da Francis Crick (Nobel per la scoperta del DNA), ma esistono anche sostenitori di teorie molto più azzardate (parte della cosiddetta teoria degli antichi astronauti), introdotte da Zecharia Sitchin, da Erich von Däniken e da Claude Vorilhon, fondatore del movimento raeliano, poi riprese da Mauro Biglino ed altri in tempi più recenti.
Tuttavia queste ipotesi limitandosi alla problematica dell'origine o nascita della vita sulla terra, non entrano nella discussione sulle modalità e cause di come questa possa essersi evoluta. Fa eccezione Vorilhon, che afferma che tutte le specie viventi (estinte e non) sarebbero frutto non dell'evoluzione ma dell'ingegneria genetica applicata da presunti alieni. Sitchin e von Däniken, invece, si limitano ad ipotizzare che la spiegazione addotta da Vorilhon (il quale, però, la pubblicò molto dopo di loro) varrebbe per i soli esseri umani.

## Devoluzionismo
Giuseppe Sermonti, ex professore universitario di genetica, è autore di una variante dell'antievoluzionismo che ha creato un certo scalpore mediatico: l'ipotesi del devoluzionismo. Nel suo libro La luna nel bosco (1985) sostiene esplicitamente la discendenza delle scimmie dalla linea di discendenza (filetica) umana. In altre parole, suggerisce che siano le scimmie a discendere dagli uomini.
Queste idee furono esposte originariamente in passato sotto altre forme (ad esempio quella secondo cui gli africani sarebbero stati incroci tra uomini e scimmie) dai poligenisti, ad esempio durante l'illuminismo da Voltaire, e dal teorico della paleoastronautica Robert Charroux tra gli anni '50 e '70, che sostenne nel suo testo Lost Worlds (1973) l'origine umana e degli ominidi per devoluzione dalla razza nordica, di origine extraterrestre.
L'idea di Sermonti è considerata, dalla comunità scientifica, come pseudoscienza: infatti, per la teoria dell'evoluzione, gli uomini non discendono dalle moderne scimmie, ma hanno con esse un antenato comune definito (in termini divulgativi) proto-scimmia. Tali progenitori vissero in Africa milioni di anni fa, a seguito del sollevamento del Rift Valley, che divise geograficamente la popolazione delle proto-scimmie. Le proto-scimmie rimaste isolate nelle foreste si sarebbero evolute nelle scimmie moderne, mentre le proto-scimmie rimaste isolate nelle praterie/savane si sarebbero evolute nell'uomo moderno.
Secondo l'ipotesi di Sermonti, comunità di uomini (già comparse come tali, cioè Homo sapiens sapiens, sulla Terra) costrette a vivere in condizioni ed ambienti estremi per generazioni siano diventate "estreme" e selvagge esse stesse; in sostanza, tali comunità umane si sarebbero adattate secondo necessità, a livello biologico, psichico e morale, ad un ambiente non più umano, e che dunque non permetteva più all'essere umano di rimanere tale. Tale ipotesi, insieme ad altre ipotesi alternative all'evoluzionismo, in ambienti estranei alla comunità scientifica, è sostenuta anche dal paleontologo dell'Università di Siena Roberto Fondi.
La critica di Sermonti al darwinismo inizia nel 1970, e arriva alle sue conseguenze finali affermando che:
In ambiti estranei alla comunità scientifica tale ipotesi è sostenuta, seppur con basi diverse, anche dall'archeologo e scrittore Michael A. Cremo, che, insieme al collega Richard L. Thompson, nel suo libro Forbidden Archeology (1993), sostengono di avere numerose prove (in forma di scheletri, impronte e manufatti umani) le quali testimonierebbero che esseri umani, già classificabili come Homo sapiens, abitavano il pianeta diversi milioni di anni fa.

### Le critiche da parte della comunità scientifica
Sia Sermonti che Cremo sono stati molto criticati dalla comunità scientifica, che ha considerato le prove dell'uno insufficienti, le prove dell'altro errate.
Il CICAP rileva in Sermonti un atteggiamento antiscientifico; questa tesi viene sostenuta citando un brano del suo libro Dimenticare Darwin:
Inoltre gli vengono contestate affermazioni errate sulla teoria dell'evoluzione:
Una critica che è stata mossa consiste nella constatazione che il Devoluzionismo non fornisce alcuna spiegazione di come si sviluppino le forme di vita più complesse, da cui quelle più semplici sono derivate per devoluzione. In questo senso il Devoluzionismo non può essere considerato una alternativa all'evoluzionismo, poiché non riesce a spiegare scientificamente l'attuale complessità biologica.

## Altre opinioni su evoluzione e fede
Anche il noto fisico italiano Antonino Zichichi ha mosso una forte critica contro l'evoluzionismo, partendo dalla sua solida fede cattolica e sviluppando alcune argomentazioni di tipo scientifico. La validità di queste ultime è stata però fortemente criticata nel merito dagli specialisti della materia dato che Zichichi non ha assolutamente una formazione scientifica pertinente, non provenendo da nessun percorso di tipo biologico, biomolecolare, naturalistico o paleontologico, evidenziando elementari carenze conoscitive. Infatti, nel suo libro "Perché io credo in Colui che ha fatto il mondo" (1999), egli scrive:
Egli, dunque, critica non solo una parte fondamentale della teoria di Darwin, ma anche la stessa struttura scientifica di tale teoria. Al contempo, però, dimostra di ignorare sia la sequenza fossile degli ominidi antecedente alla comparsa di H.sapiens e H.neandertalensis (quest'ultimo non è nemmeno antenato diretto di H.sapiens), che le datazioni dei ritrovamenti paleontologici, le quali concordano nel confermare la contemporanea presenza sulla Terra di entrambi per un certo lasso di tempo, e la precedente differenziazione di H.sapiens 200 000 anni fa. Questa sua ignoranza giustifica gli aggettivi "miracolosi... inspiegabili... improvvisi" che usa al riguardo della questione. Comunque, continua:
Zichichi dunque nega esplicitamente la validità e la solidità dell'evoluzionismo, che si fonderebbe soltanto sull'opinione generale dell'uomo comune. Infine, il fisico italiano conclude:
Zichichi, pur facendo spesso riferimento alla matematica, trascura le dimensioni temporali della storia dell'universo e della vita sulla Terra (peraltro spesso datate con metodi fisici basati sul decadimento radioattivo). Oltre al fatto che l'affermazione sui "10 000 anni" è inesatta, in quanto la specie H. sapiens è presente sulla Terra da circa 200 000 anni (si veda Paleoantropologia), 10 000 anni sono una quantità di tempo del tutto irrilevante su scala geologica e dunque evoluzionistica, e la mancanza di evoluzione apparente in questo lasso di tempo è una eventualità, contrariamente a quanto afferma Zichichi, niente affatto in contraddizione con la moderna teoria dell'evoluzione, secondo la quale le trasformazioni si possono verificare con velocità variabile, ma sempre su tempi geologici dell'ordine di centinaia di migliaia di anni.
La fede cattolica di Zichichi è dunque dichiarata secondaria rispetto alla critica scientifica, come egli stesso afferma:

Tuttavia, Zichichi non risparmia critiche anche al creazionismo fondato su una fede cieca e superstiziosa, incurante della scienza:
Per Zichichi, quindi, l'unica, vera evoluzione è quella intellettuale, che non riguarda i corpi biologici, ma gli intelletti psichici, il punto differenziale di fronte alle scimmie. Zichichi non propone una teoria alternativa (scientifica o spirituale) all'evoluzionismo, ma mira a distruggerne le basi in favore di una ricerca più approfondita, che consideri ogni aspetto di ciò che studia. Dice, infatti:

### Devoluzionismo
- Michael A. Cremo e Richard L. Thompson, Forbidden Archeology, BBT Science Books, 1993 e 1996
- Michael A. Cremo, Human devolution, BBT Science Books, 2003
- Giuseppe Sermonti e Roberto Fondi, Dopo Darwin, Rusconi, 1980. Prime proposte alternative all'evoluzionismo di Sermonti, insieme al coautore e paleontologo Fondi.
- Giuseppe Sermonti, La luna nel bosco, Rusconi, 1985. Prima esposizione accurata della teoria devoluzionistica.
- Giuseppe Sermonti, Dimenticare Darwin, Rusconi, 1999. Tentativo di smontare i principi fondamentali del darwinismo, tacciandolo come teoria ormai inadeguata all'era moderna.

### Antievoluzionismo
- John F. Ashton, I sei giorni della creazione (Cinquanta scienziati spiegano come sono giunti alla conclusione che l'universo è opera di Dio), Gruppo Editoriale Armenia, 2001
- Fabrizio Fratus, Dio o Darwin?, Edizioni Kappa, Roma, 2008
- Antonino Zichichi, Perché credo in Colui che ha fatto il mondo, Il Saggiatore, 1999